# Maruina caceresi
Maruina caceresi és una espècie d'insecte dípter pertanyent a la família dels psicòdids que es troba a Sud-amèrica: el Perú.